# 기방도령
"기방도령"은 2019년에 개봉한 대한민국의 영화이다.

## 캐스팅
- 준호 : 허색 역
- 정소민 : 해원 역
- 최귀화 : 육갑 역
- 예지원 : 난설 역
- 공명 : 유상 역
- 고나희 : 알순 역
- 전노민 : 노년 허색 역
- 이일화 : 노년 해원 역
- 신은수 : 숙정 역
- 조이현 : 수양 역
- 배정화 : 남씨 부인 역
- 강승현 : 윤씨 부인 역
- 하지은 : 미령 역
- 지율 : 애옥 역
- 박정원 : 춘분 역
- 도연진 : 연실 역
- 공현주 : 유정 역
- 하재숙 : 중년 알순 역
- 백주희 : 사감 열녀 역
- 조영지 : 조씨 부인 역
- 유종연 : 갑덕 역
- 박태산 :  끝석 역
- 김우혁 : 중대 역
- 신우준 : 중소 역
- 장유 : 이판 역
- 안성원 : 어린 허색 역
- 하민 : 유상모  역
- 김장원 : 석구 역
- 윤지욱 : 망태 역
- 윤정혁 : 고돌 역
- 강영준 : 김문학 역
- 이호연 : 비천랑 역
- 정우영 : 사채꾼 역
- 정연심 : 사주 부인 역
- 임세원 : 대금 열녀 역
- 이노아 : 대금열녀 2 역
- 김한 : 유정 정인 역
- 남관규 : 숙정 정인 역
- 이유정 : 남씨 시어머니 역
- 이수연 : 일영 역
- 이승현 : 월하 역
- 설윤지 : 화연 역
- 최지수 : 소화 역
- 전지혜 : 면화 역
- 심윤슬 : 부용 역
- 왕수빈 : 매향 역
- 유수아 : 연방 역
- 한희림 : 조현 역
- 박채희 : 비향 역
- 장세아 : 추분 역
- 김아윤 : 동아 역
- 김가빈 : 세화 역
- 김민지 : 향숙 역
- 윤설아 : 가족사 손님 역
- 이민영 : 신규 손님 역
- 우연화 : 연풍각 손님 역
- 왕나경 : 연풍각 손님 역
- 옥영진 : 연풍각 손님 역
- 신이지 : 연풍각 손님 역
- 반필원 : 연풍각 손님 역
- 권다영 : 연풍각 손님 역
- 이유나 : 연풍각 손님 역
- 김시혜 : 연풍각 손님 역
- 임수지 : 연풍각 손님 역
- 최지희 : 연풍각 손님 역
- 한지혜 : 연풍각 손님 역
- 김유진 : 연풍각 손님 역
- 김연희 : 연풍각 손님 역
- 이진 : 연풍각 손님 역
- 윤해주 : 턴 부인 역
- 윤미영 : 턴 부인 역
- 정재훈 : 양반 구경꾼 역
- 장재웅 : 양반 구경꾼 역
- 최유리 : 동네 아낙 역
- 이솔 : 동네 아낙 역
- 임태풍 : 동네 꼬마 역
- 서은율 : 동네 꼬마 역
- 오자훈 : 동네 꼬마 역
- 윤혜빈 : 동네 꼬마 역
- 정민규 : 알순 친구 역
- 고재석 : 예조 관리 역
- 윤옥 : 병판  역
- 허성욱 : 예판 역
- 김문찬 : 공판 역
- 오규택 : 어의 역
- 임조은 : 갸우뚱 하녀 역
- 김서경 : 물동이 처녀 역
- 이하주 : 물동이 처녀 역
- 한채리 : 가야금 기녀 역
- 정기원 : 가야금 기녀 역
- 이화진 : 대금 기녀 역
- 나승용 : 주지스님 역
- 한미령 : 여 왕초 역
- 박정헌 : 각설이패 역
- 남훈성 : 각설이패 역
- 남선중 : 각설이패 역
- 남영진 : 각설이패 역
- 김선도 : 각설이패 역
- 오성희 : 화살 부인 역
- 박지수 : 서사 처녀 역
- 조헌태 : 구토 기생 역
- 최민호 : 가마꾼 대장 역
- 홍기호 : 도자전 주인 역
- 김수한 : 양반 구경꾼 하인 역
- 유형준 : 끝석 패거리 역
- 정태 : 끝석 패거리 역
- 오제근 : 끝석 패거리 역
- 이정훈 : 끝석 패거리 역
- 이재왕 : 끝석 패거리 역
- 심현 : 끝석 패거리 역
- 김주현 : 끝석 패거리 역
- 김인호 : 육갑 등장 (대역)
- 한기업 : 어깨빵 양반 / 주막 백숙 손님 역
- DJ 사우스 : 취객 역 (목소리)
- 김동영 : 동주 역 (우정출연)
- 이철민 : 대제학 역 (우정출연)
- 이주실 : 열녀대모 역 (특별출연)
- 지대한 : 호판 역  (특별출연)
- 정재성 : 유상 부 역 (특별출연)

## 같이 보기
- 2019년 대한민국의 영화 목록